# Галина Димитрова
Галина Димитрова (нар. 11 квітня 1978) — колишня болгарська тенісистка.
Найвищу одиночну позицію світового рейтингу — 400 місце досягла 7 жовтня 1996, парну — 316 місце — 24 липня 1995 року.
Здобула 3 парні титули туру ITF.

## Фінали ITF

### Парний розряд: 7 (3–4)
| Легенда          |
| ---------------- |
| Турніри $100,000 |
| Турніри $75,000  |
| Турніри $50,000  |
| Турніри $25,000  |
| Турніри $10,000  |

| Фінали за покриттям |
| ------------------- |
| Тверде (0–1)        |
| Ґрунт (3–3)         |
| Трава (0–0)         |
| Килим (0–0)         |

| Результат | W–L | Дата     | Турнір                           | Рівень | Покриття | Партнерка           | Суперниці                           | Рахунок       |
| --------- | --- | -------- | -------------------------------- | ------ | -------- | ------------------- | ----------------------------------- | ------------- |
| Поразка   | 0–1 | Вер 1994 | ITF Варна, Болгарія              | 10,000 | Тверде   | Клаудія Тімм        | Дора Джилянова Десислава Топалова   | 3–6, 5–7      |
| Поразка   | 0–2 | Чер 1995 | ITF Катовиці, Польща             | 10,000 | Ґрунт    | Десислава Топалова  | Моніка Кратохвілова Гана Шромова    | 3–6, 6–4, 3–6 |
| Поразка   | 0–3 | Вер 1995 | ITF Варна, Болгарія              | 10,000 | Ґрунт    | Десислава Топалова  | Дора Джилянова Павліна Нола         | 6–4, 4–6, 5–7 |
| Перемога  | 1–3 | Чер 1996 | ITF Скоп'є, Республіка Македонія | 10,000 | Ґрунт    | Антоанета Пандєрова | Марина Лазаровська Катарина Мишич   | 6–4, 6–0      |
| Поразка   | 1–4 | Вер 1996 | ITF Албена, Болгарія             | 10,000 | Ґрунт    | Десислава Топалова  | Антоанета Пандєрова Павліна Нола    | 4–6, 2–6      |
| Перемога  | 2–4 | Чер 1997 | ITF Велп, Нідерланди             | 10,000 | Ґрунт    | Десислава Топалова  | Кім Кілсдонк Йоланда Менс           | 5–7, 7–5, 6–4 |
| Перемога  | 3–4 | Вер 1997 | ITF Албена, Болгарія             | 10,000 | Ґрунт    | Десислава Топалова  | Любомира Бачева Антоанета Пандєрова | 7–5, 6–1      |